# Le Cercle infernal (film, 1977)
Pour les articles homonymes, voir Le Cercle infernal et Full Circle.
Pour plus de détails, voir Fiche technique et Distribution.
Le Cercle infernal (Full Circle) est un film canado-britannique réalisé par Richard Loncraine, sorti en 1977, et adapté du roman Julia de Peter Straub publié en 1975.

## Synopsis
Julia, Magnus et leur fille prennent tranquillement le petit déjeuner chez eux. Mais tout à coup, l'enfant s'étouffe avec un morceau de pomme. Julia tente bien de la sauver mais ses tentatives restent infructueuses et la petite fille meurt. Julia est traumatisée par cette mort et sera hospitalisée une longue période.
À sa sortie, son mari vient la chercher mais elle s'enfuit, refusant de retourner au domicile conjugal. Persuadé que leur couple n'a plus de raison d'être sans leur enfant, la jeune femme décide de s'installer seule dans une maison afin de se rétablir doucement du choc, avec l'aide de son meilleur ami Mark. Mais peu à peu, Julia sent une étrange présence dans sa nouvelle maison, une présence qu'elle ne craint pas et qui lui fait penser à sa fille. Pourtant, il pourrait s'agir d'une histoire plus terrible encore et Julia commence alors des recherches pour faire la lumière sur cette maison et cette étrange présence qu'elle y ressent.

## Fiche technique
- Titre français : Le Cercle infernal ou La Maison maudite
- Titre original : Full Circle ou The Haunting of Julia
- Réalisation : Richard Loncraine
- Scénario : Harry Bromley Davenport et Dave Humphries d'après le livre de Peter Straub
- Production : Peter Fetterman, Hugh Harlow et Alfred Pariser
- Musique : Colin Towns
- Photographie : Peter Hannan
- Montage : Ron Wisman
- Décors : Brian Morris
- Costumes : Shuna Harwood
- Sociétés de production : Fetter Productions • Société de développement de l'industrie cinématographique canadienne (SDICC)
- Pays de production :  Royaume-Uni •  Canada
- Format : Couleurs
- Genre : Fantastique
- Durée : 98 minutes
- Date de sortie :
  - Espagne : 11 septembre 1977 (Festival international du film de Saint-Sébastien)
  - France : janvier 1978 (Festival international du film fantastique d'Avoriaz 1978) ; 3 mai 1978 (dans les salles)
  - Royaume-Uni : avril 1978
  - Canada : 19 mai 1978

## Distribution
- Mia Farrow (VF : Arlette Thomas) : Julia Lofting
- Keir Dullea (VF : Jean Roche) : Magnus Lofting
- Tom Conti (VF : Pierre Arditi) : Mark Berkeley
- Jill Bennett (VF : Nicole Favart) : Lily Lofting
- Robin Gammell (VF : Henri Labussière) : David Swift
- Cathleen Nesbitt (VF : Marie Francey) : Heather Rudge
- Anna Wing (VF : Lita Recio) : Rosa Fludd
- Edward Hardwicke (VF : Bernard Dhéran) : le Capitaine Paul Winter
- Mary Morris (VF : Paule Emanuele) : Greta Braden
- Peter Sallis (VF : René Renot) : Jeffrey Branscombe
- Arthur Howard (VF : Georges Riquier) : George Piggott
- Damaris Hayman (VF : Claude Chantal) : Miss Pinner
- Sophie Ward (VF : Séverine Morisot) : Kate Lofting
- Yvonne Hedgell (VF : Michèle Bardollet) : la nièce de Mrs. Fludd
- Nigel Havers (VF : Richard Darbois) : l'agent immobilier
- Olivier Maguire (VF : Michel Derain) : l'infirmier de l'asile

## Récompenses et distinctions
- Grand prix au Festival international du film fantastique d'Avoriaz 1978